# Kastor och Pollux-gruppen
Kastor och Pollux-gruppen, även San Ildefonsogruppen, är en antik romersk skulpturgrupp i marmor från första århundradet efter Kristus. Sannolikt är det en reproduktion av ett äldre senhellenistiskt original. 
Skulpturen visar troligen de mytiska tvillingbröderna Castor och Pollux samt underjordens härskarinna Persefone. Den ena lagerkransade ynglingen har lagt vänster arm över broderns axel. Den andra ynglingen har en fackla i vardera handen, varav den ena är riktad snett ner mot ett altare. På en plint på högra sidan står Persefone, som är avbildad i mindre skala, med ett granatäpple i handen.
Skulpturgruppen har också tolkats som Orestes och Pylades vid Agamemnons grav eller Hypnos och Thanatos.

## Pradoversionen
Skulpturgruppen är först känd i prinsen Niccolò Ludovisis Villa Ludovisi i Rom. Drottning Kristina köpte Kastor och Pollux-gruppen efter Ludovisis död 1664 och hade den i sitt palats i Rom. Senare förvärvades den av Filip V av Spanien och hans hustru Elisabet Farnese som förvarade den i Palacio Real de La Granja de San Ildefonso vilket gett upphov till skulpturens namn. Numera finns den i Pradomuseet i Madrid.
Ynglingen som lagt sin arm över den andres axlar var huvudlös när man fann skulpturen. Skulptören Ippolito Buzzi försåg den på 1600-talet med ett nytt huvud genom att återanvända en annan antik staty föreställande kejsar Hadrianus favorit Antinous. Även hans armar var skadade och nuvarande delar är av senare datum. 

## Andra versioner
Skulpturgruppen har kopierats många gånger, bland annat i marmor av Antoine Coysevox för Ludvig XVI:s Versailles. Nicodemus Tessin d.y. beställde en gipsavgjutning av Versailleversionen som levererades 1698 till Sverige. 
Gustav III beställde vid sitt besök i Rom 1794 en marmorkopia till Drottningholms slott. Den svenska marmorkopian ställdes upp högst upp på Munckens kulle, som fondutsmyckning längst bort i lustträdgården vid Drottningholms slott, bortom stjärnboskén och i centralaxeln. Där står den fortfarande. Ursprungligen fanns också i backsluttningen en bit till höger en marmorskulptur av en faun. Louis Jean Desprez hade av Gustav III fått i uppdrag att rita en mindre byggnad som inramning av konstverket, men kunde inte ordna finansiering för detta.

## Fotogalleri

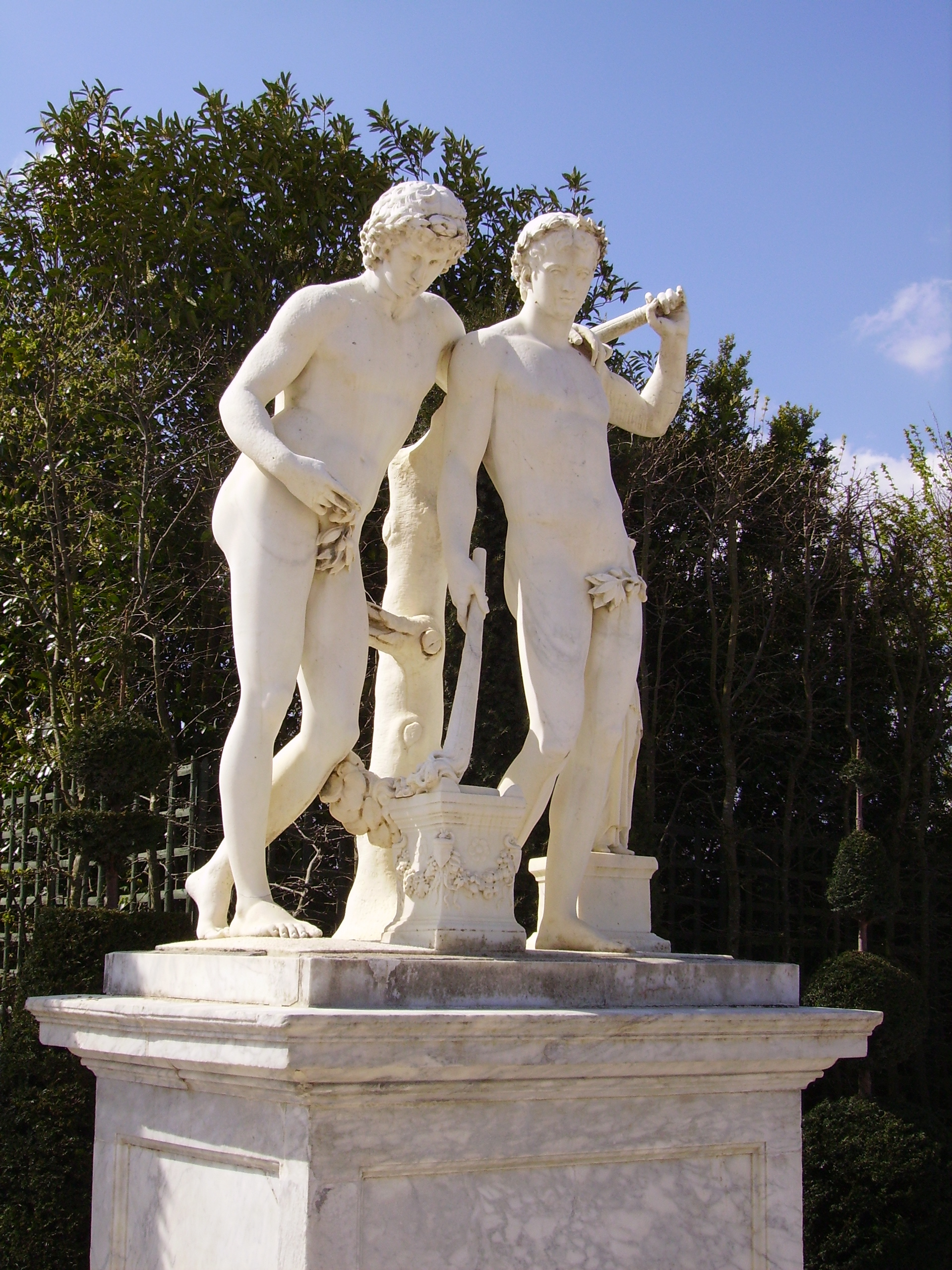
Marmorkopia av Antoine Coysevox, slottet Versailles.
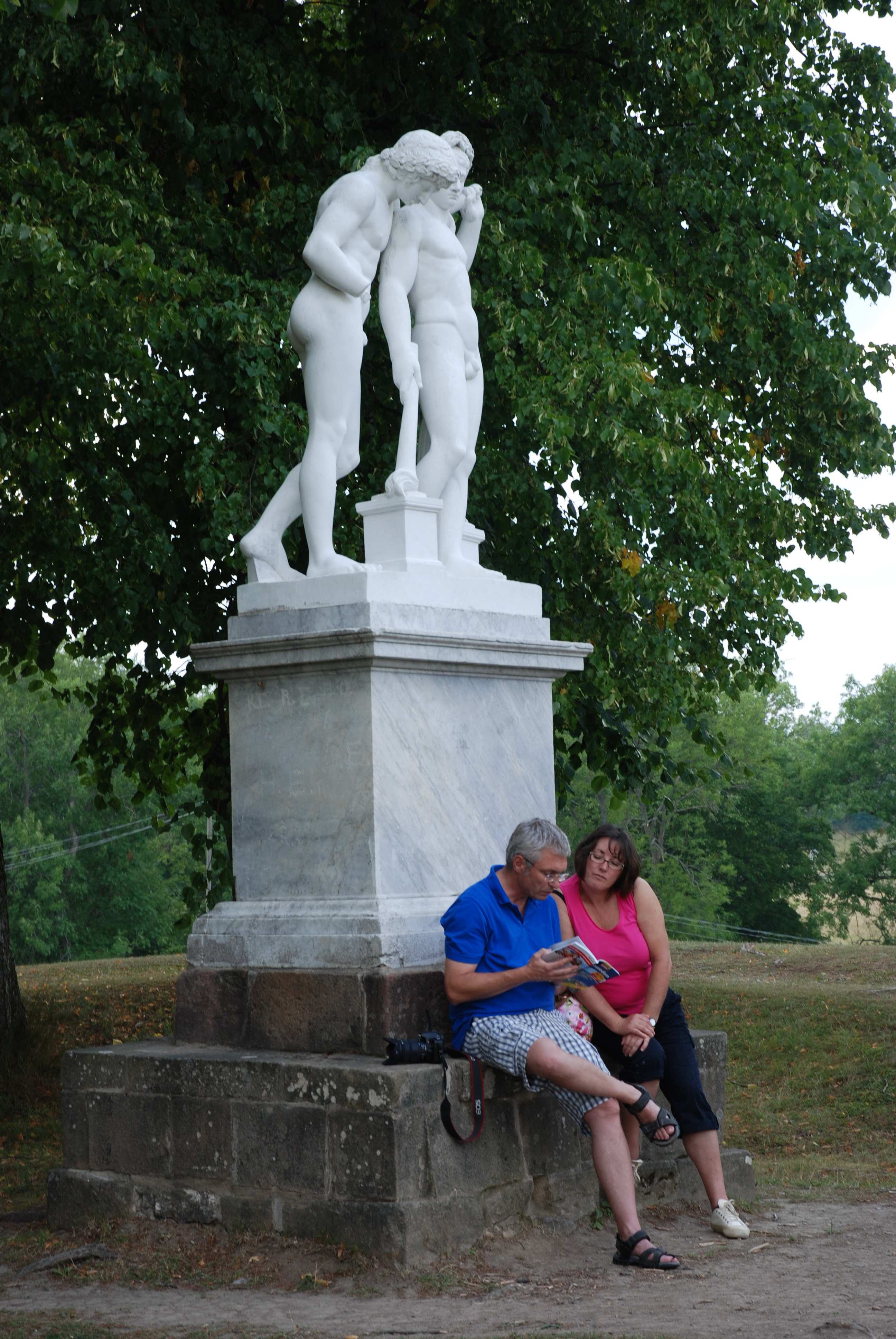
Kastor och Pollux i Drottningholms slottspark.